# إم 2 (شركة)
إم 2 (بالإنجليزية: M2)، هي شركة يابانية لإنتاج وتطوير ونشر ألعاب فيديو، واشتهرت إم 2 بإعادة إصدار الألعاب الكلاسيكية على منصات نظام الحاسوب الحديثة، واشتهرت كذلك بإنتاج وصناعة سيجا جينسيس ميني، والتي تم عرضها سنة 2019.

## روابط خارجية
- إم 2 على موقع IMDb (الإنجليزية)